# Sant Fèlix de Sabadell
L'església de Sant Fèlix de Sabadell (oficialment Sant Feliu) és l'església arxiprestal de Sabadell. Es troba al centre de la ciutat, davant de la plaça de Sant Roc i al costat de l'Ajuntament, i és just al mateix indret on, al segle xv, hi havia hagut la capella de Sant Salvador d'Arraona. Durant el segle xx, la capella es va enderrocar i se'n va erigir una de més gran, on es poguessin traslladar els altars de la capella de Sant Feliu d'Arraona (actual capella de Sant Nicolau).

## Descripció
L'actual església és d'estil gòtic acadèmic. Està formada per tres naus. La nau central mesura 11 metres i les laterals 4,5 metres. S'ha conservat l'absis gòtic de l'any 1420, amb el seu finestral apuntat, la sagristia del 1578, amb les seves obertures i l'enreixat de l'època i el campanar barroc del 1724, de base octogonal, format per tres cossos de pedra un de terra cuita.

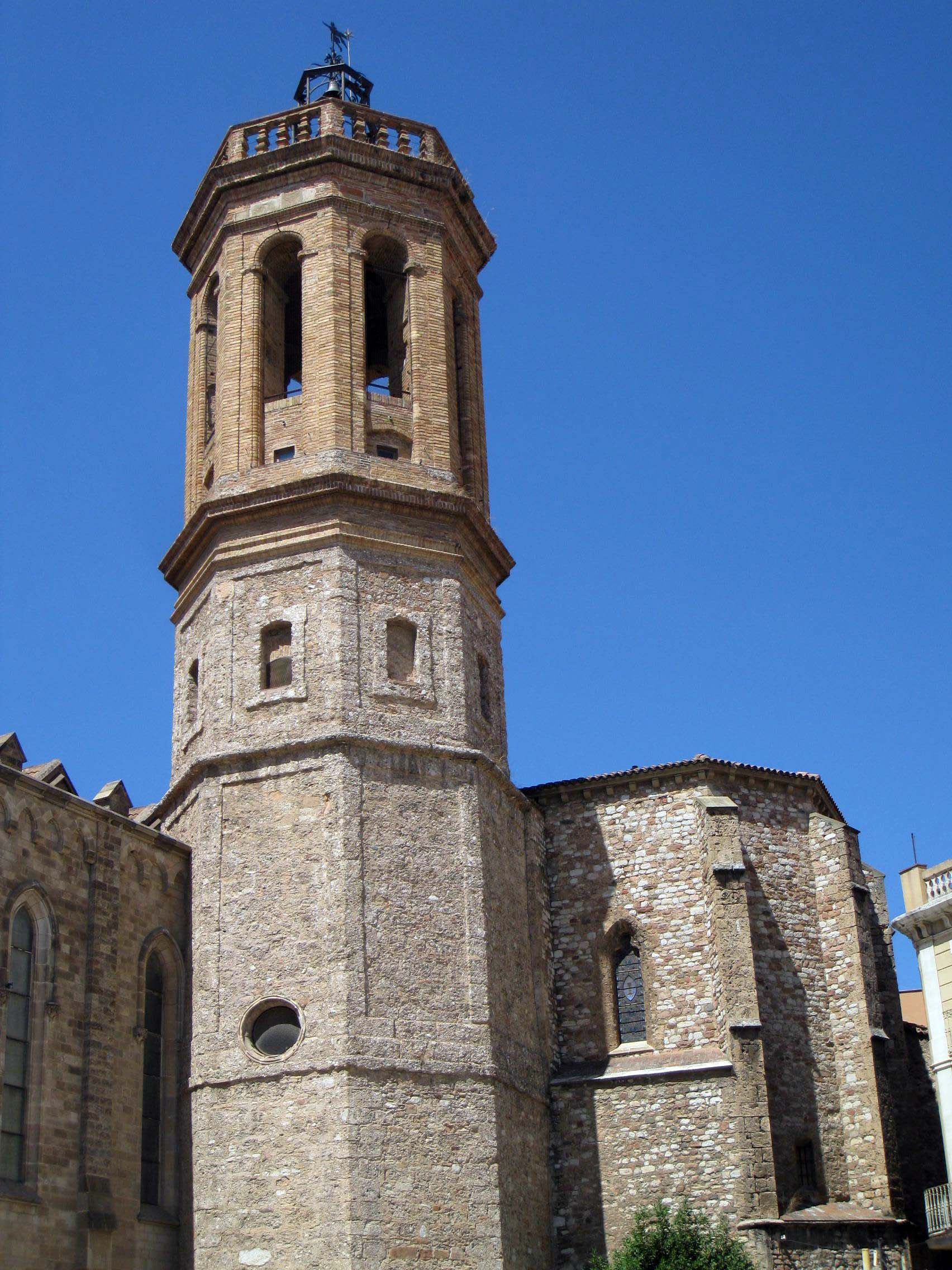
Campanar i absis

El campanar barroc de l'església, és de planta octogonal a partir de la base. Està situat en un dels angles de la façana. Té quatre cossos; els tres primers obrats en pedra, amb un ull de bou al segon i amb fornícules el tercer. El quart és pujat en obra de terra cuita. És acabat amb un pis protegit amb barana alçada amb obra construïda a propòsit, d'una alçària d'1,6 metres. A dalt de la solera s'aixeca la torre de ferro, del 1856, amb les campanes de les hores i dels quarts, i l'àngel que assenyala d'on ve el vent. A les fornícules del tercer pis hi havia unes escultures de P. Moixí, avui desaparegudes. A la part de migdia, hi ha una làpida amb la data d'inici de les obres.
Al passadís central hi ha enterrat l'escriptor i eclesiàstic Fèlix Sardà i Salvany (Sabadell, 1841 - 1916).

## Història
D'aquest temple, que es va consagrar l'any 1488, només en queda actualment l'absis amb els quatre finestrals que donen al carrer de l'Església i que allotja l'anomenada capella del Santíssim.

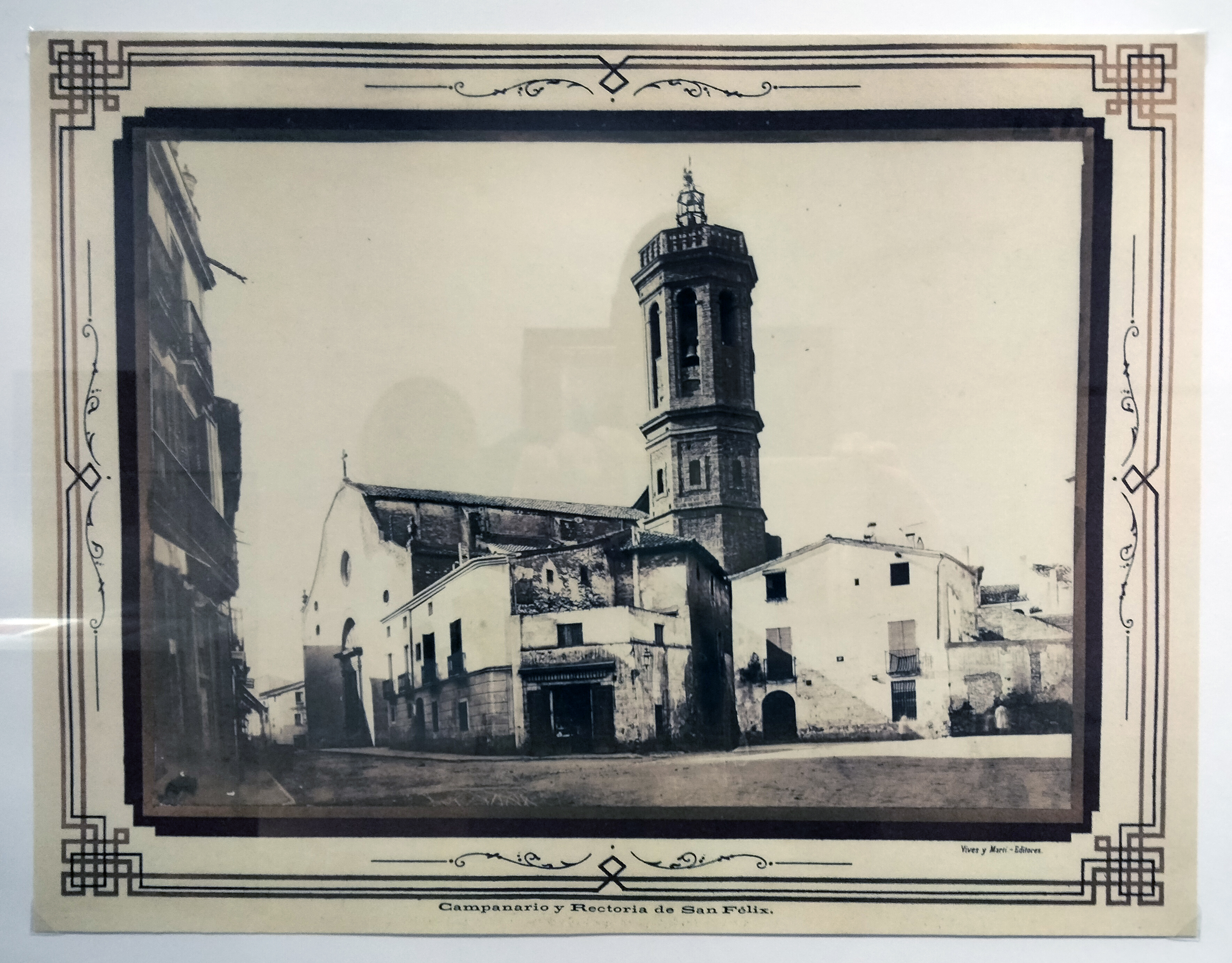
L'església de Sant Fèlix al Panorama fotogràfic de Sabadell (1881)

El campanar de l'església és d'estil barroc, va ser construït entre els anys 1738 i 1742, segons un projecte de l'arquitecte Joan Garrido. Enric Sagnier fou el responsable de la construcció d'arcs de reforç de la capella del Roser l'any 1910. Jeroni Martorell participà també, en dates semblants en les obres de reconstrucció. Se’n pot visitar l’habitació, on hi ha un rellotge modernista; el comunidor, on es mostren algunes peces trobades a les excavacions fetes a les voltes, i el pis de les campanes. Els seus 37 metres d’alçada el converteixen en un excel·lent mirador sobre la ciutat.
El sacerdot-compositor sabadellenc Jaume Bofarull Miró fou organista d'aquesta parròquia durant uns anys.

## Galeria d'imatges

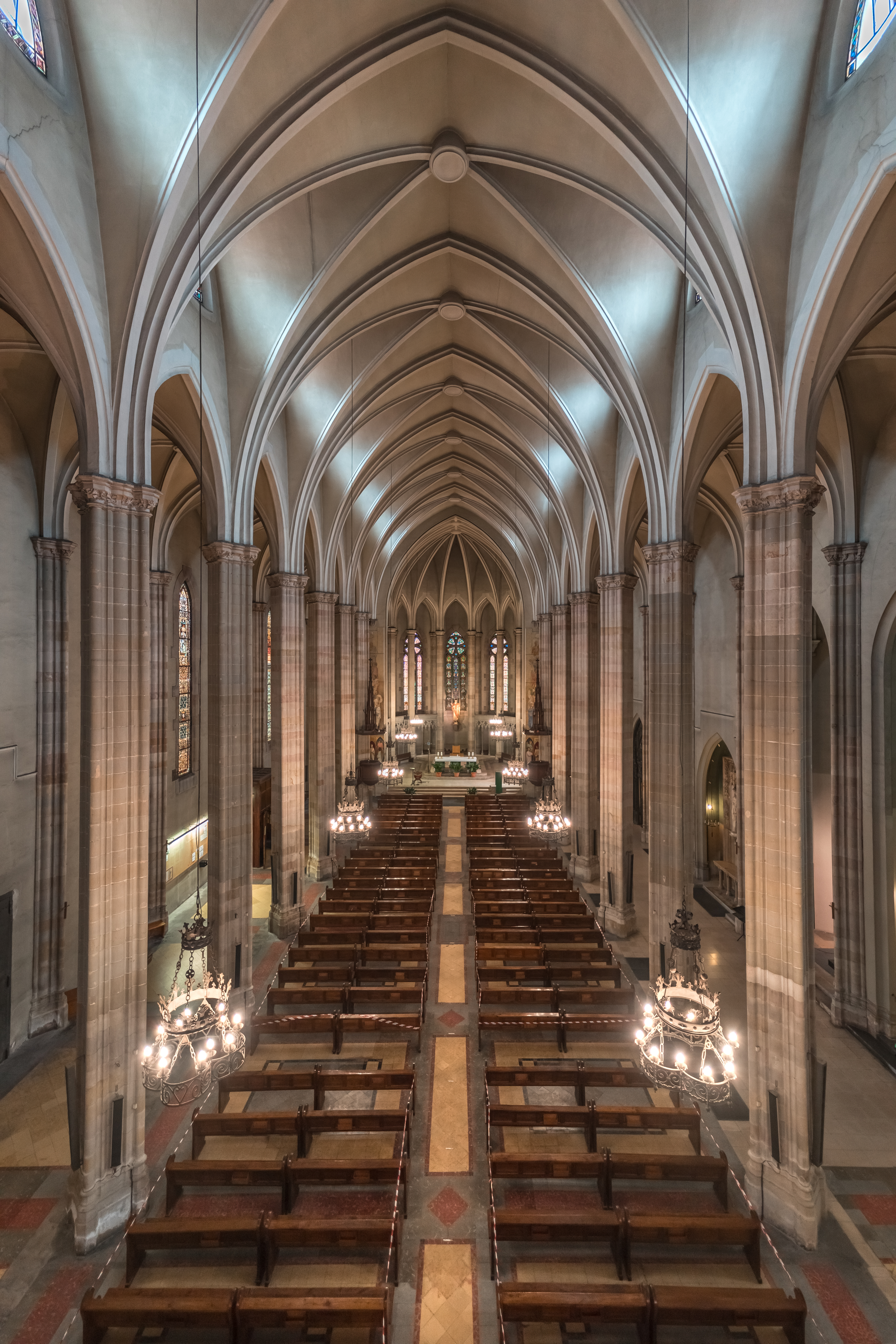
Interior de la nau
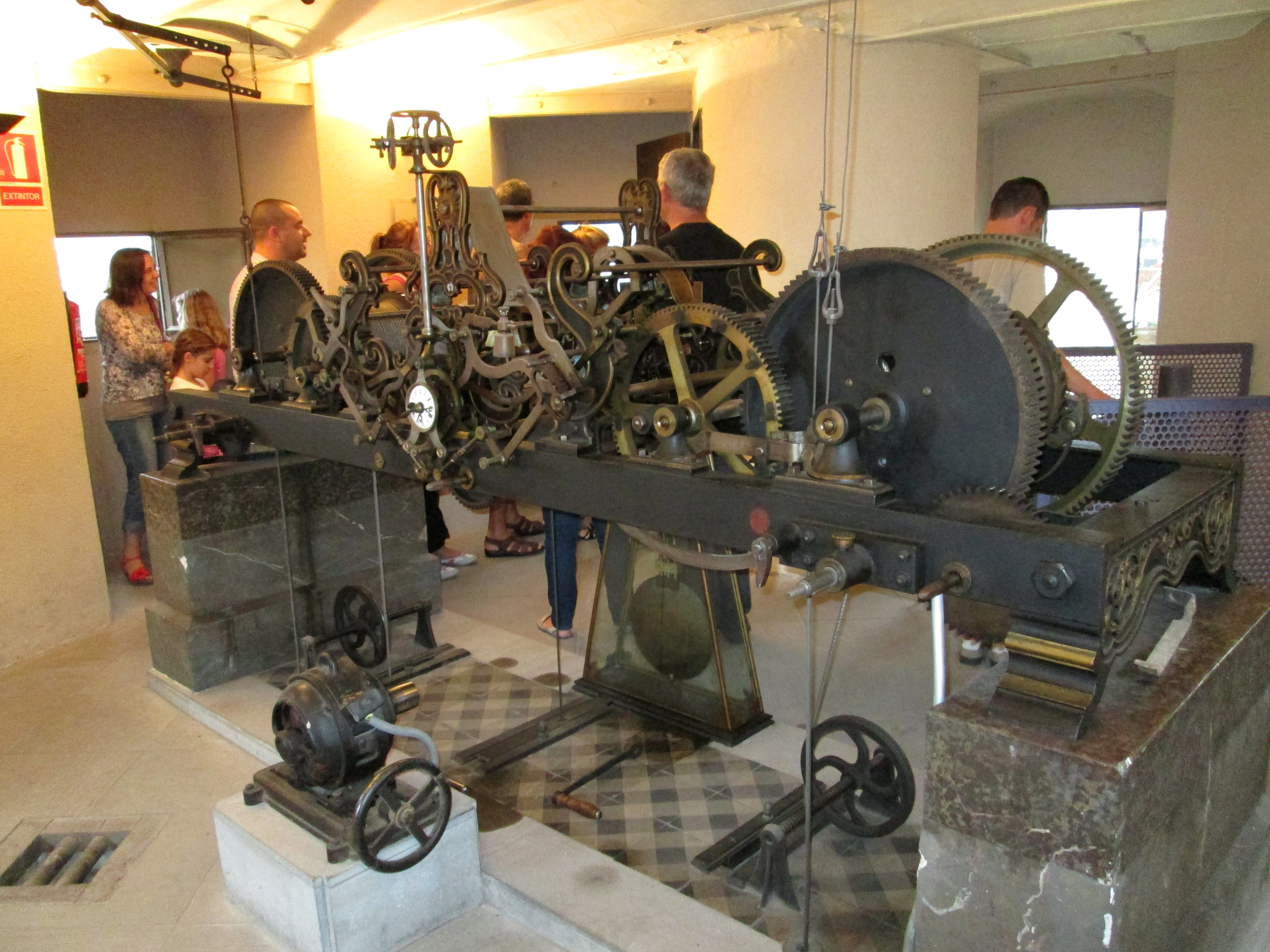
Rellotge del campanar, instal·lat el 1903
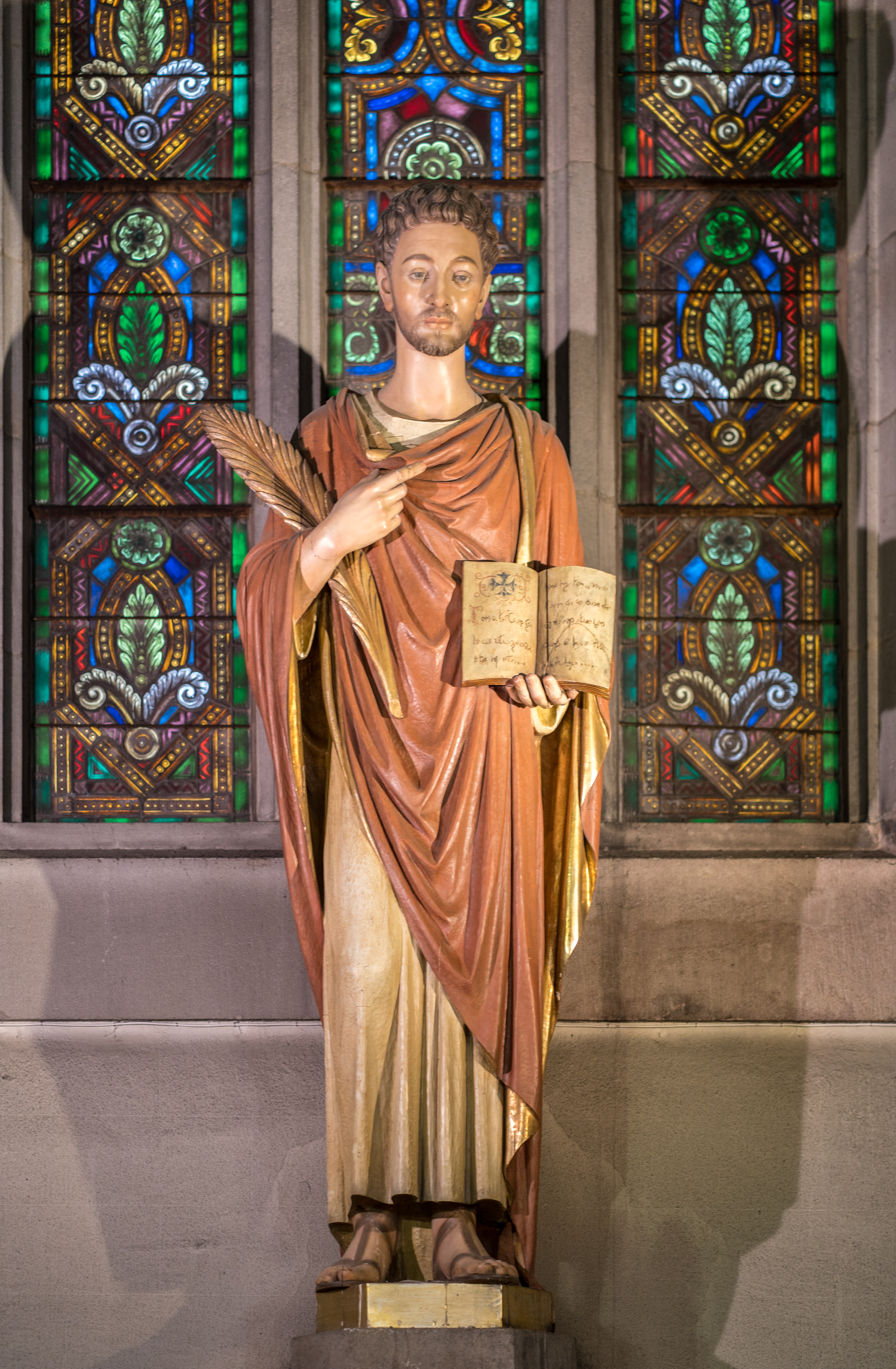
Talla de Sant Fèlix de Sabadell
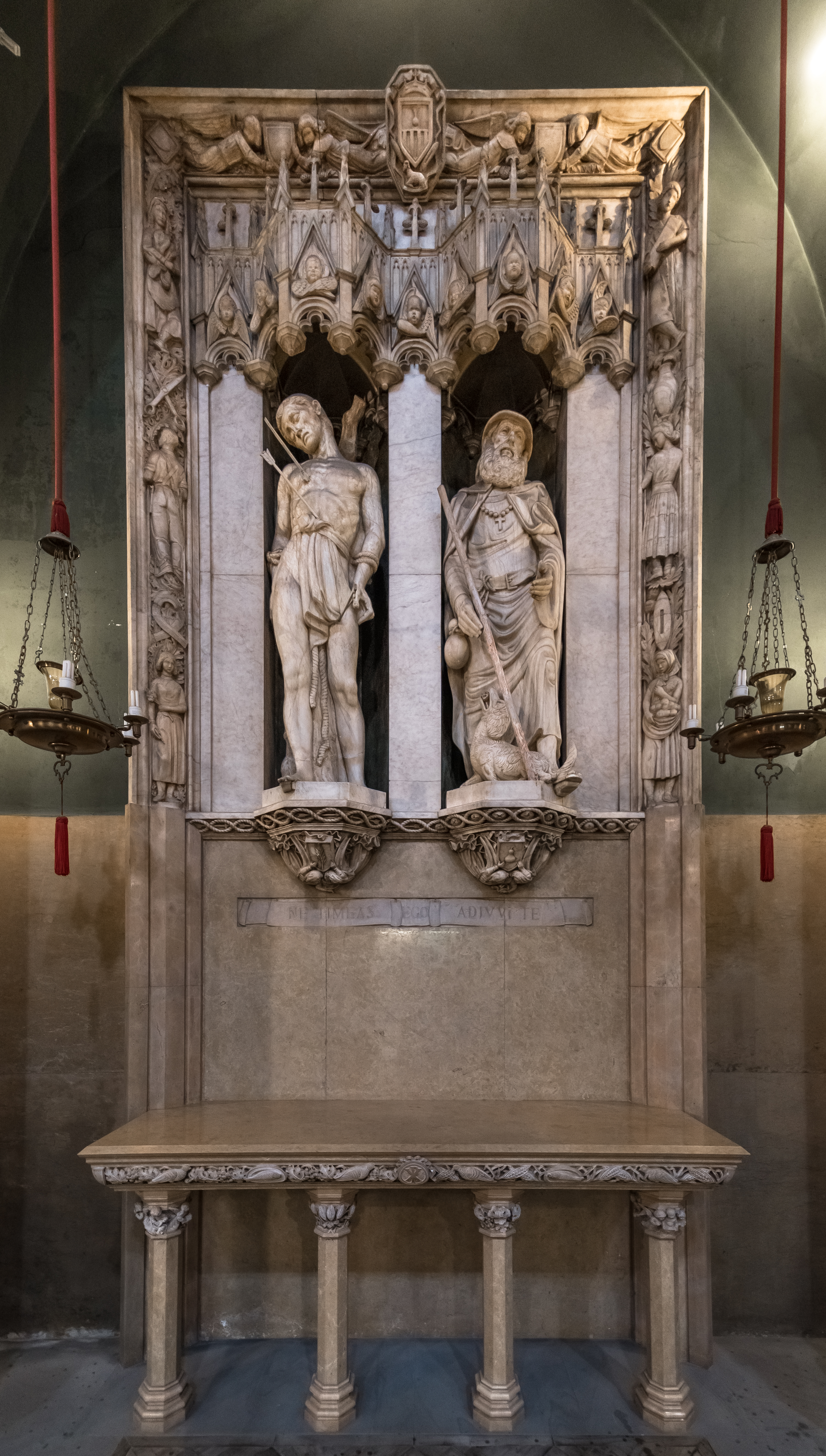
Retaule de Sant Roc i Sant Sebastià
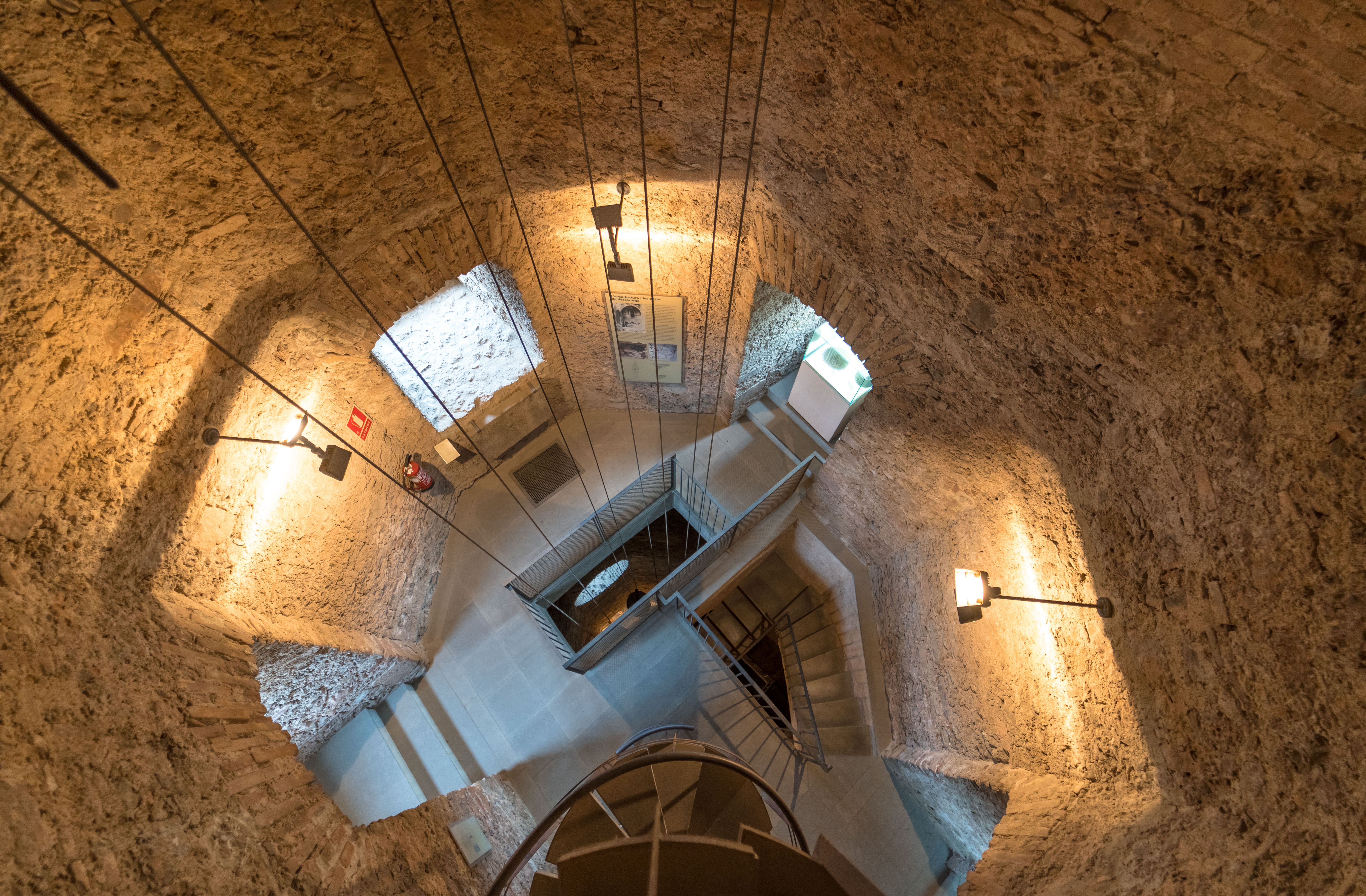
Interior del segon cos del campanar
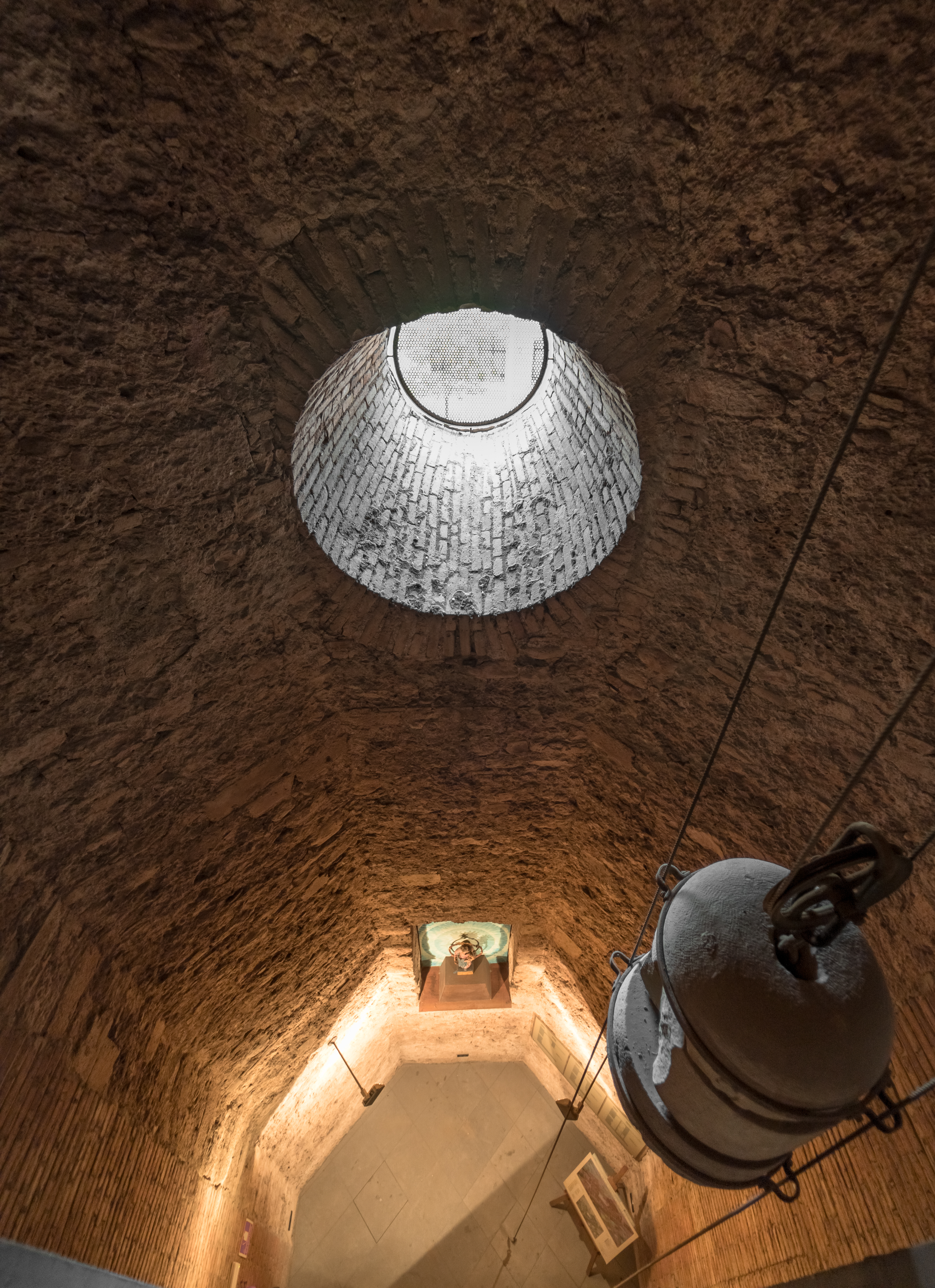
Òcul i buit del campanar
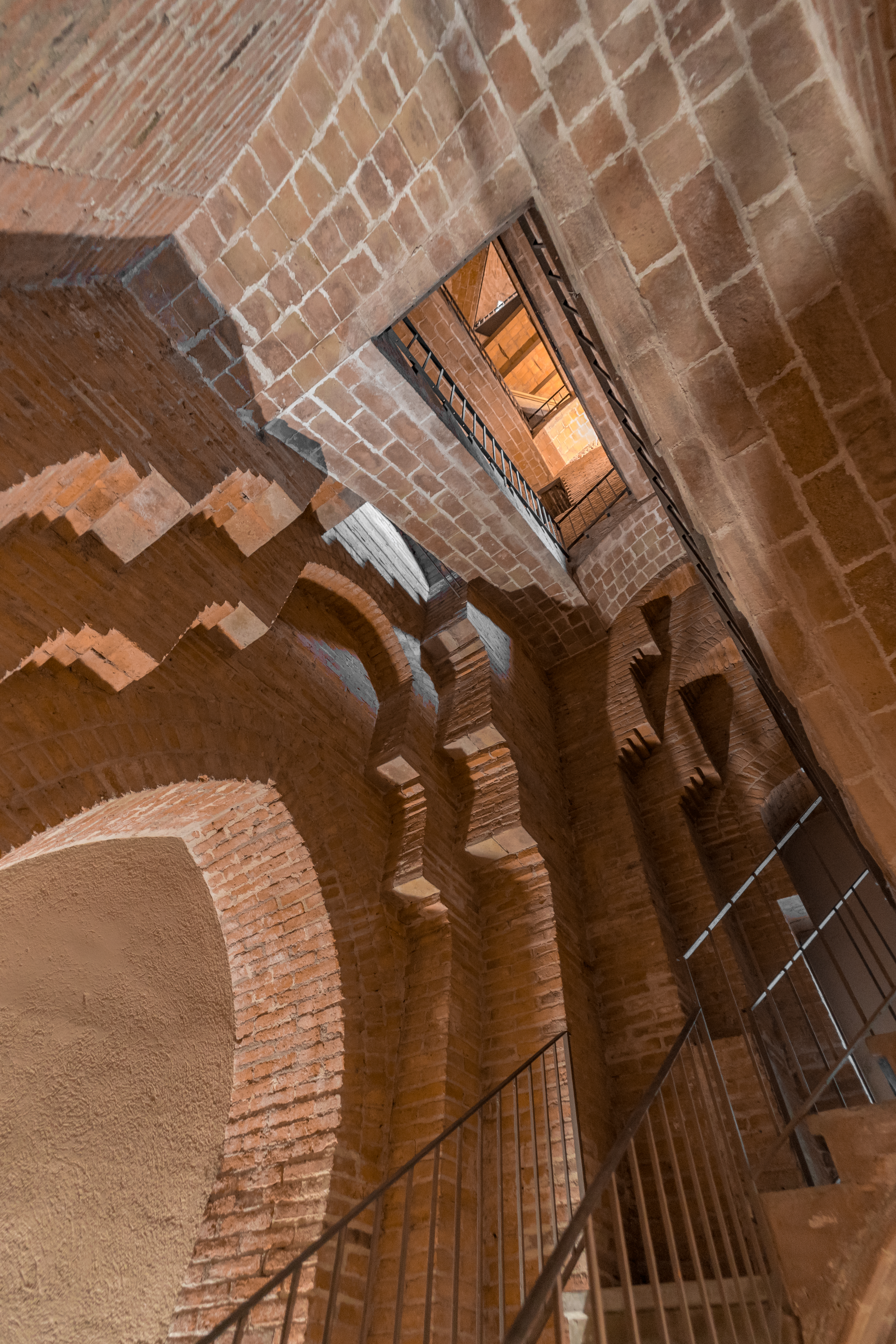
Interior del campanar
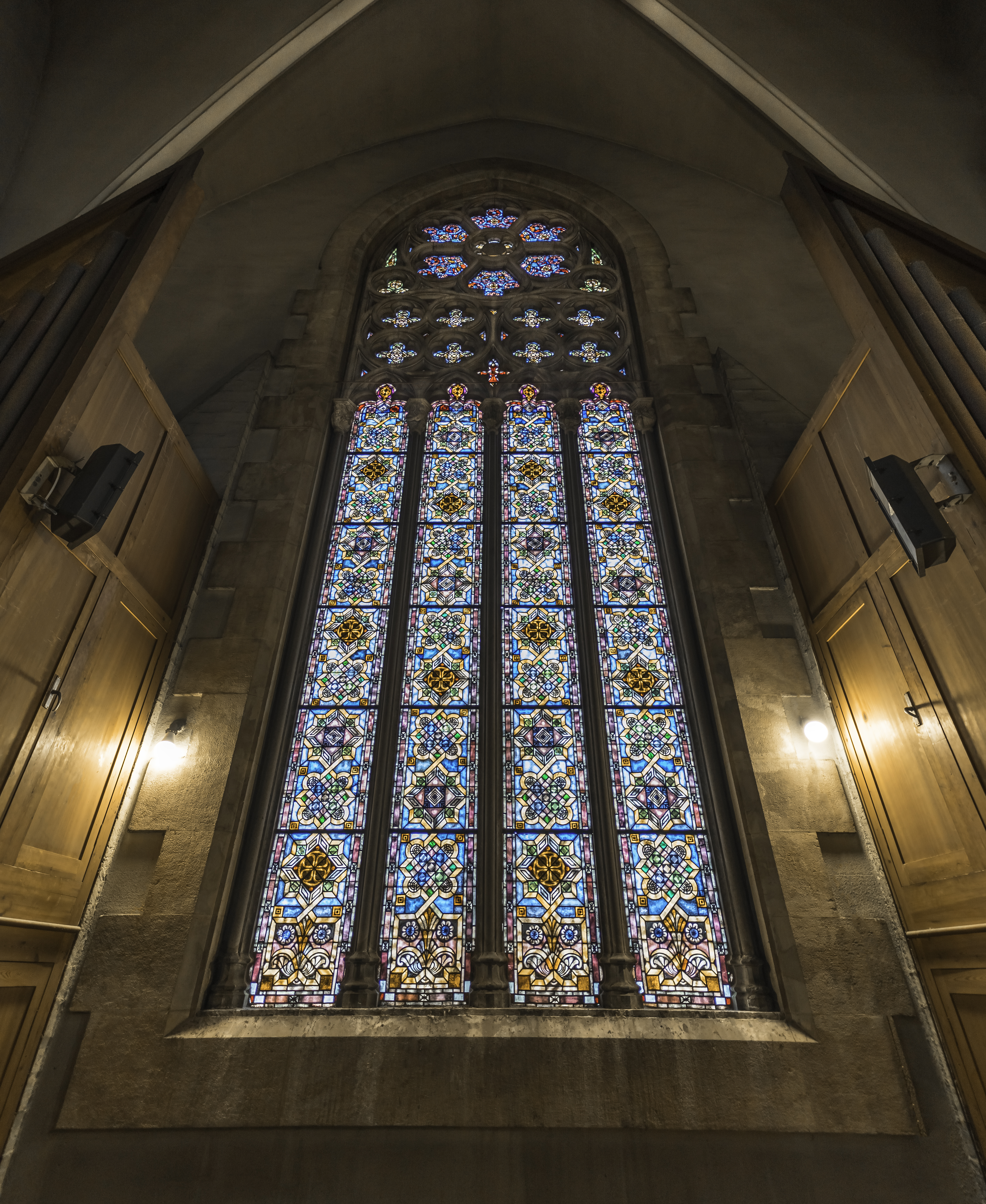
Detall del vitrall de Sant Fèlix
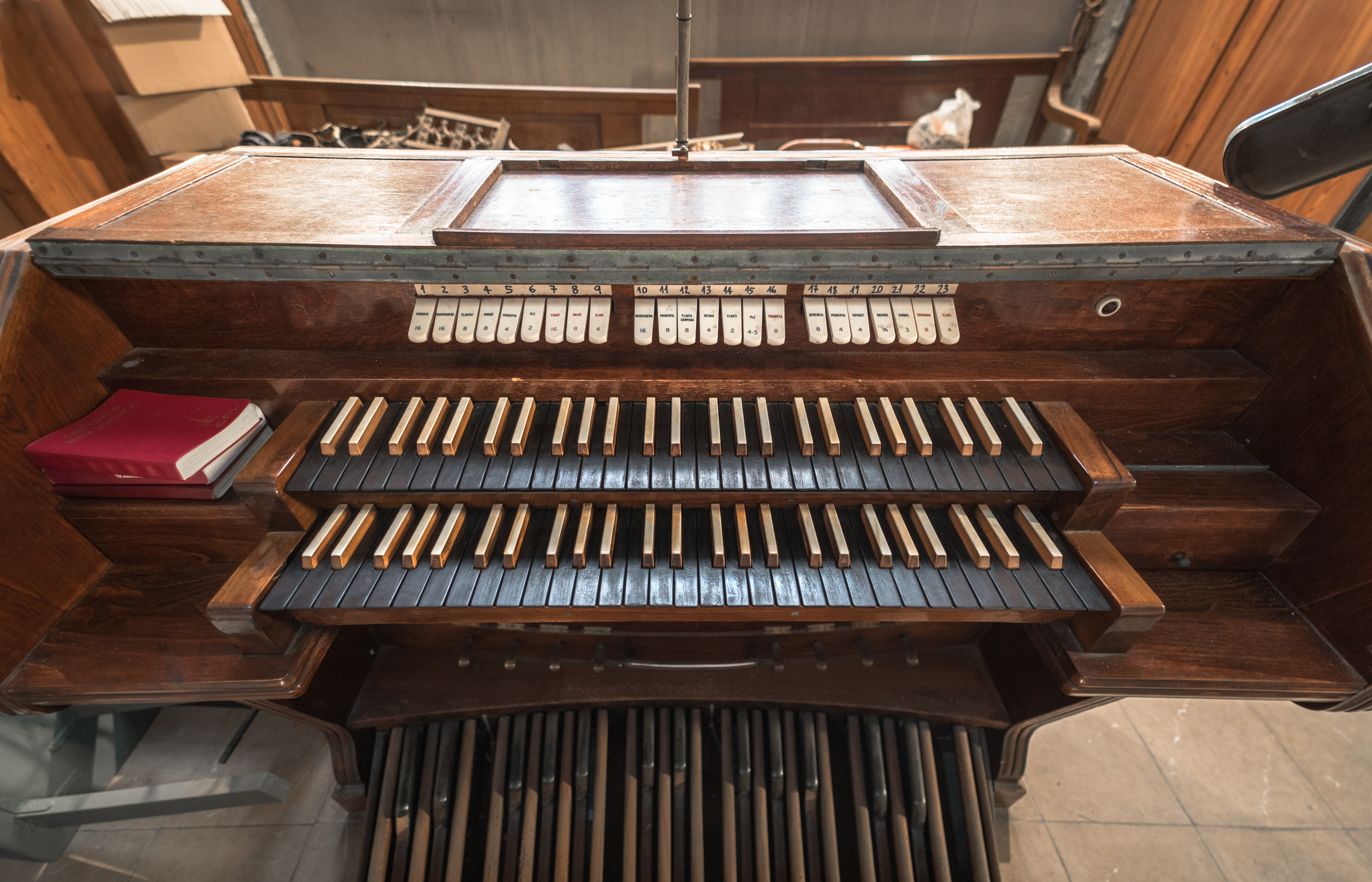
Teclat de l'orgue
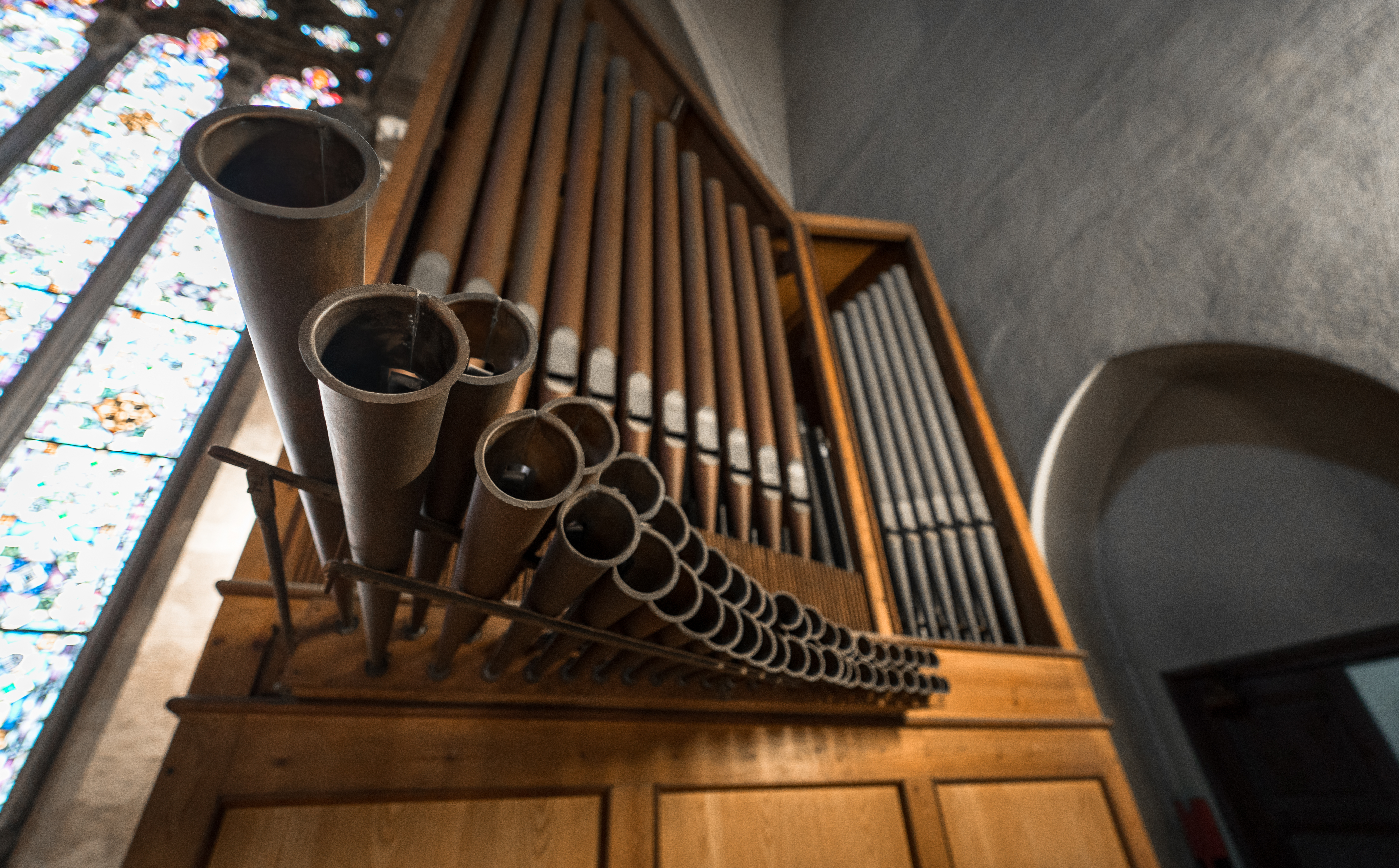
Pipes de l'orgue
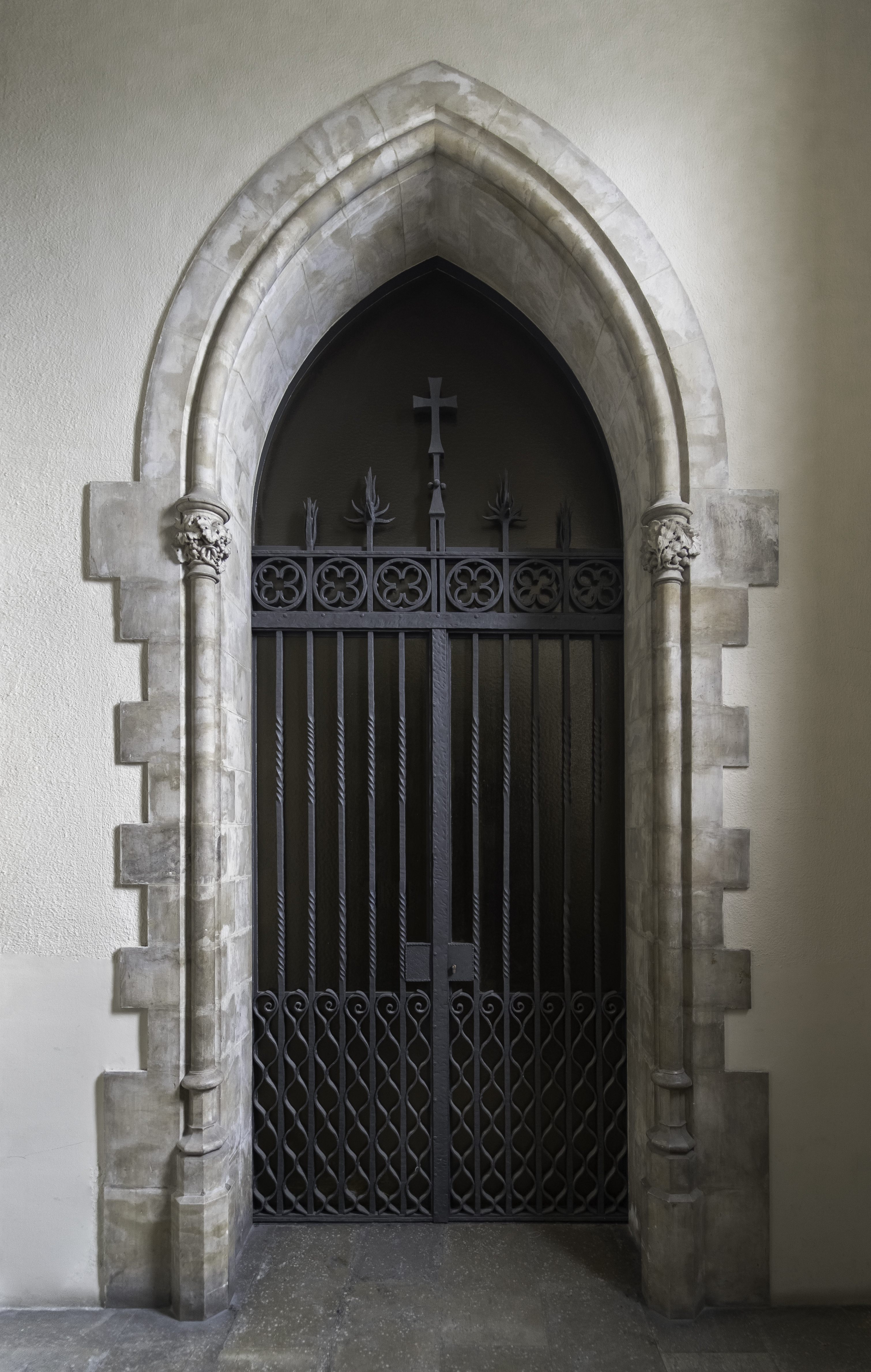
Porta d'accés al baptisteri
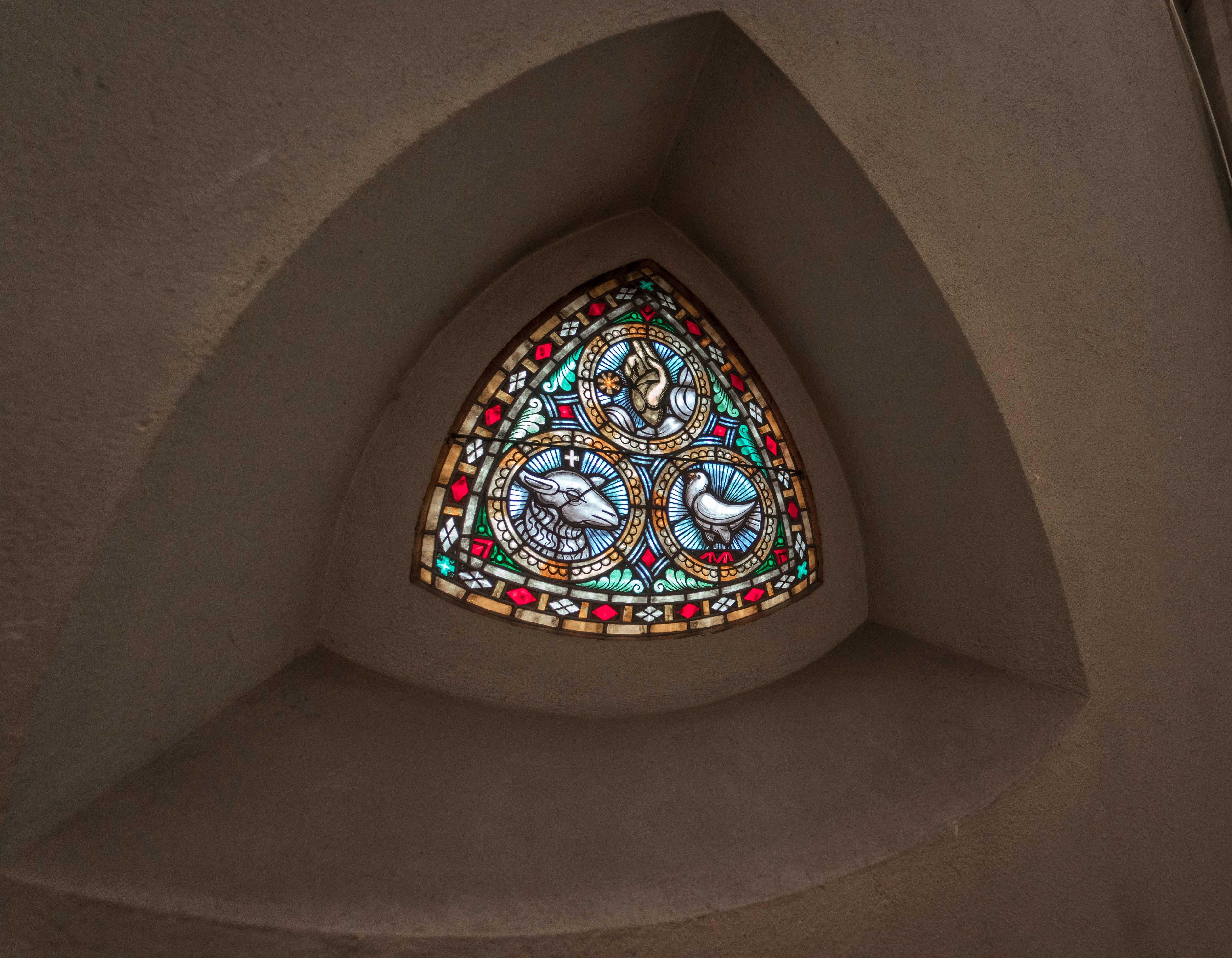
Vitrall de la Trinitat a Sabadell
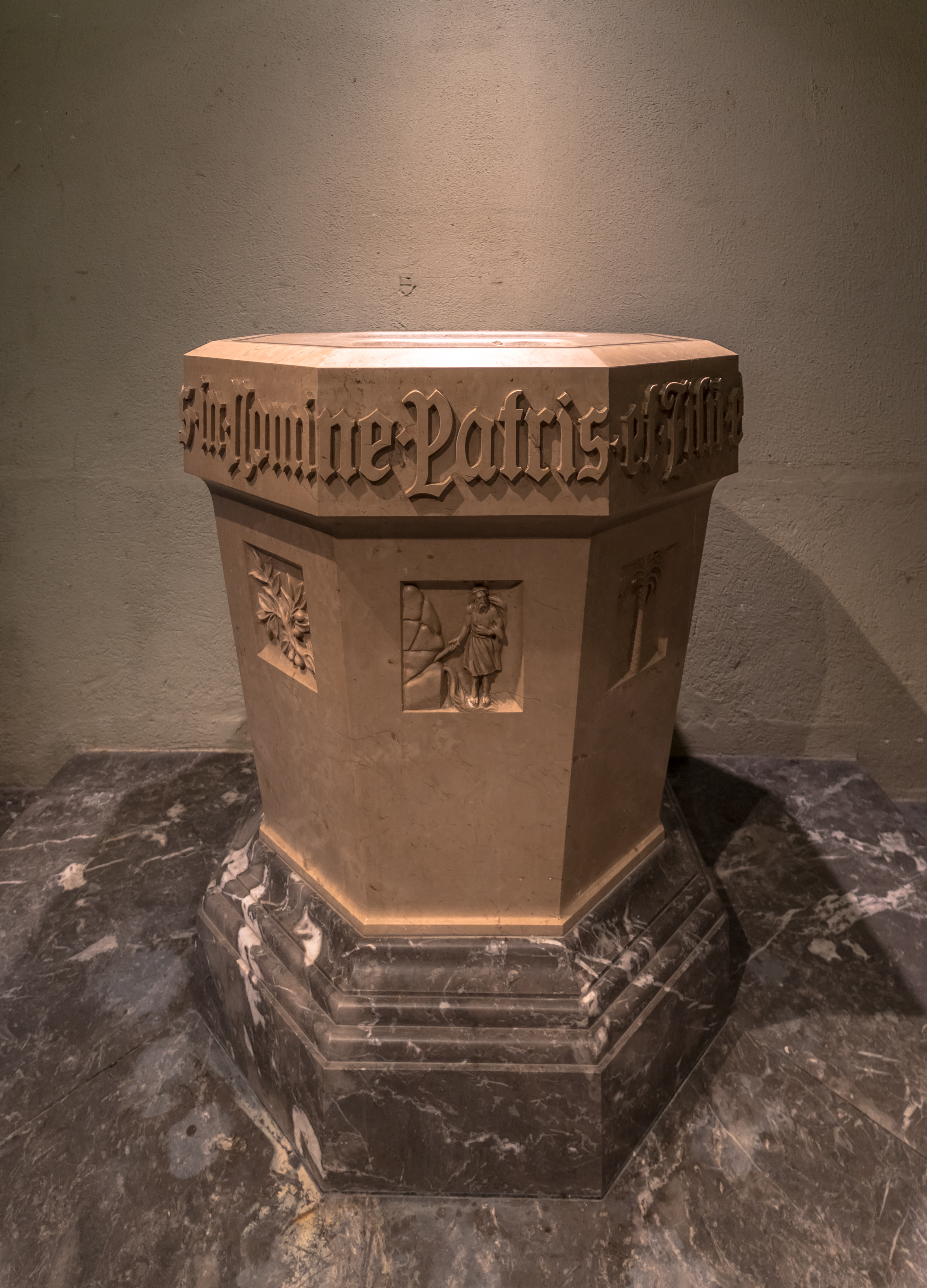
Pila baptismal
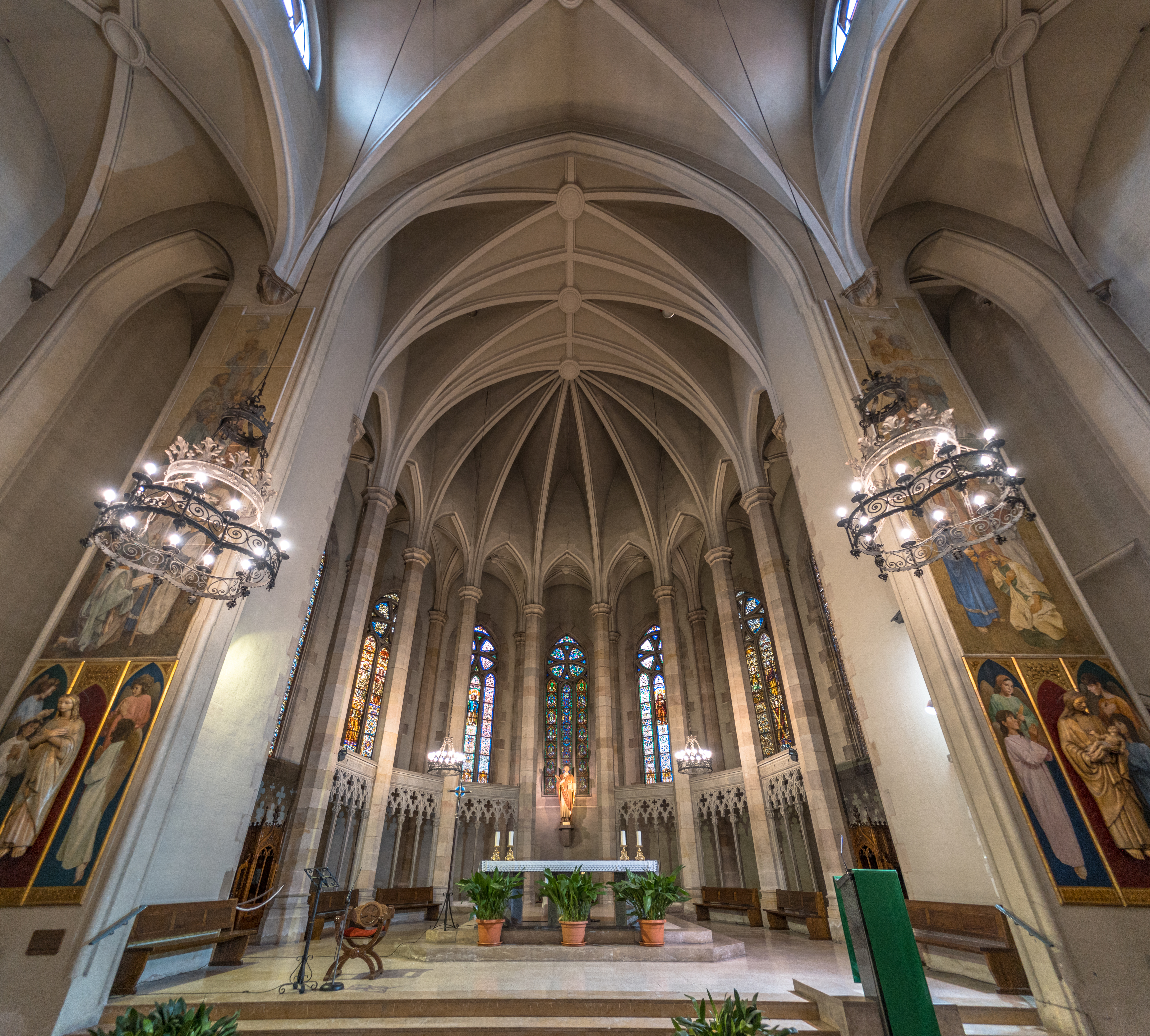
Presbiteri
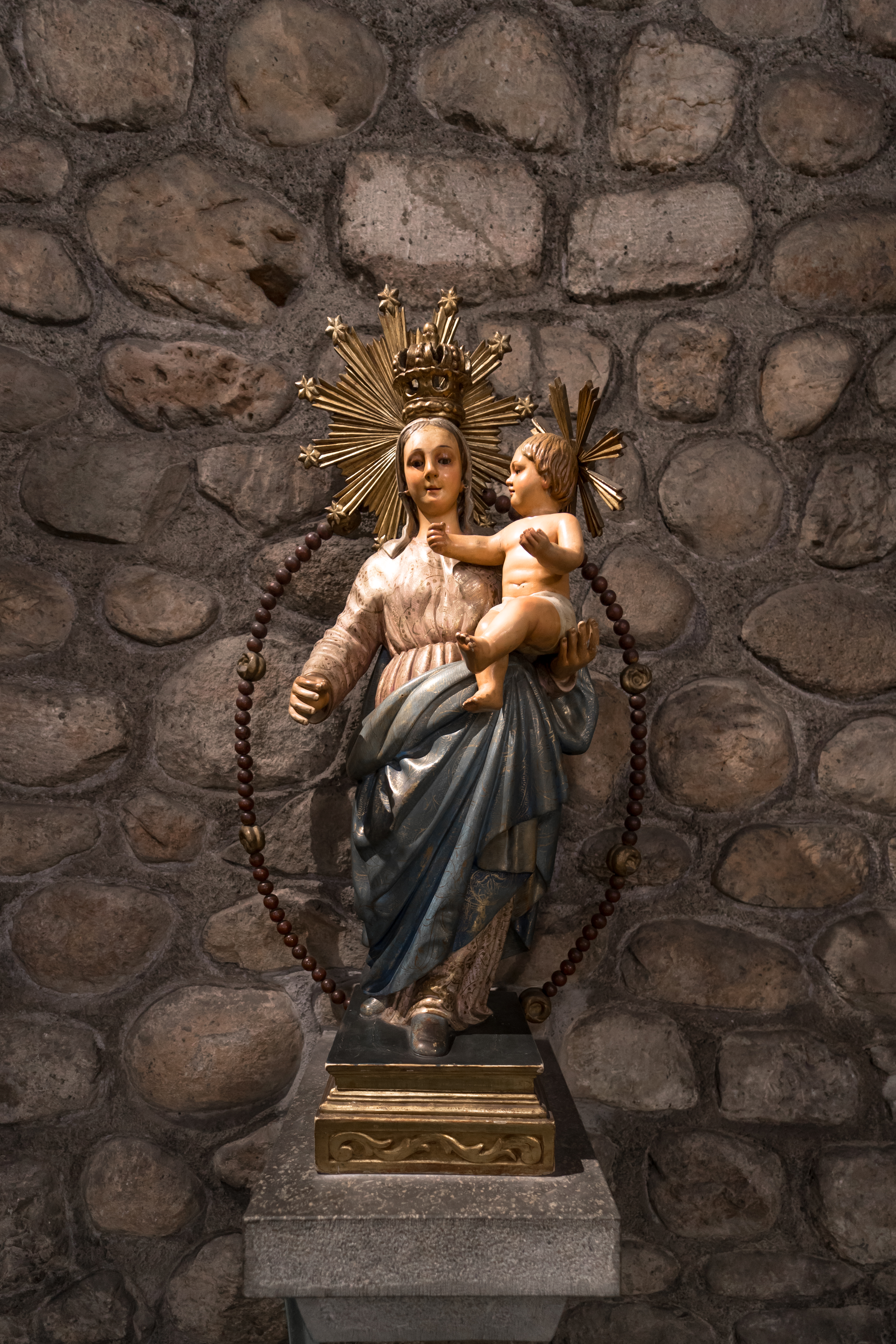
Mare de Déu del Roser
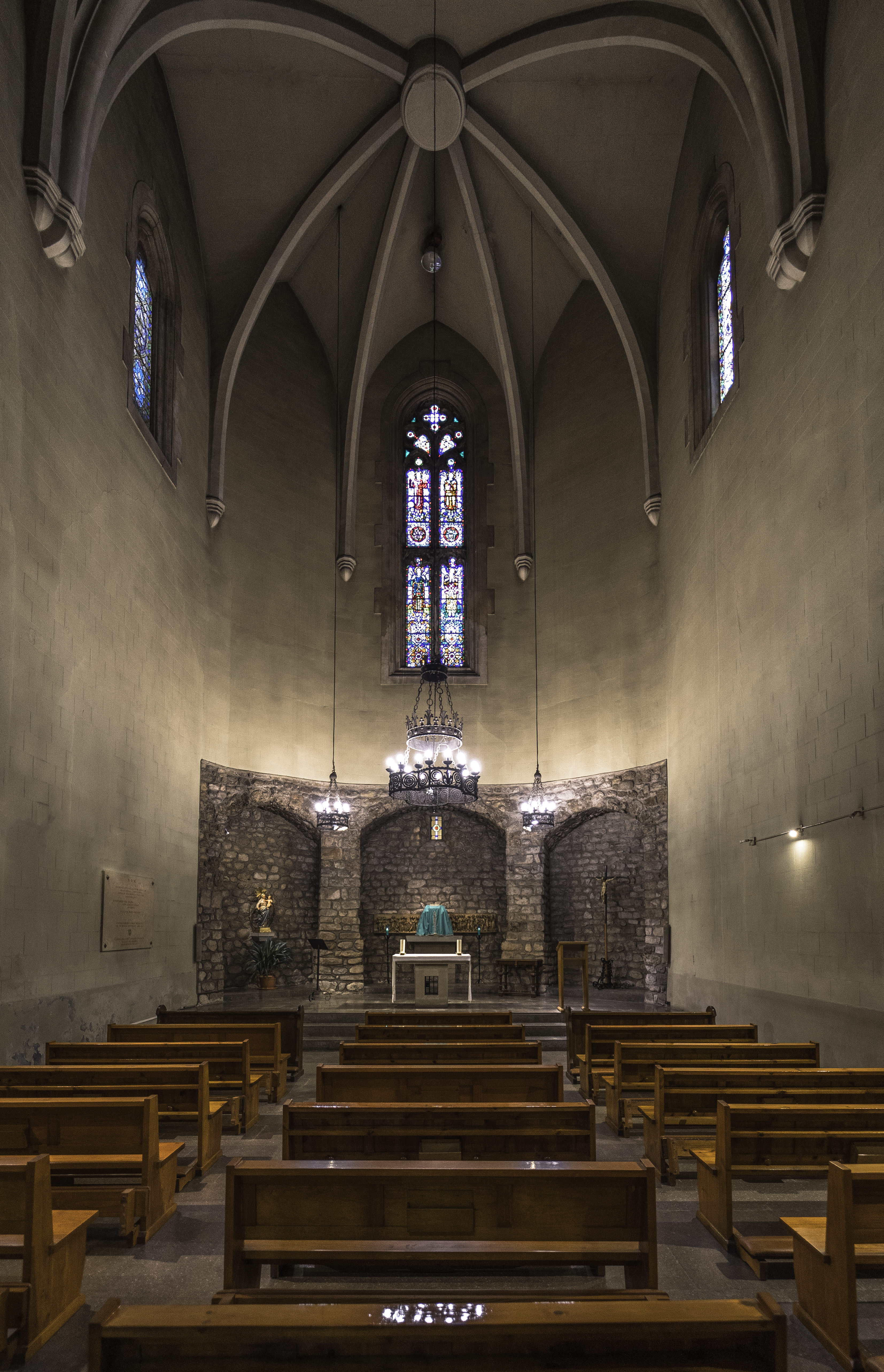
Capella del Santíssim
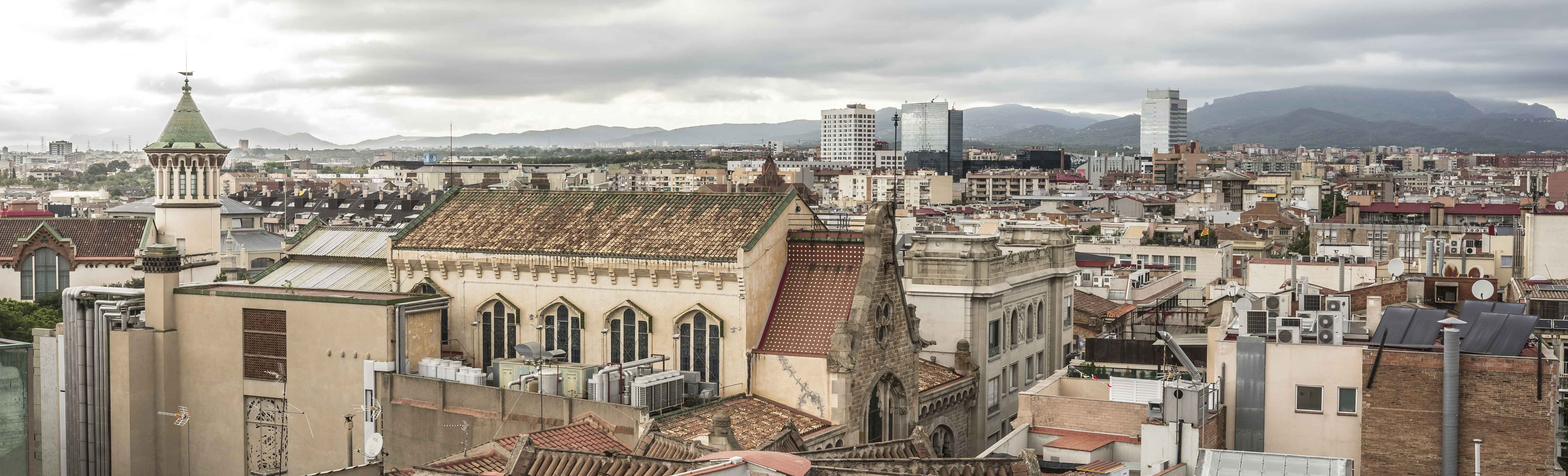
Vista Sabadell Campanar Sant Fèlix